# لشکر ۹۸ پیاده (ایالات متحده آمریکا)
لشکر ۹۸ پیاده (انگلیسی: 98th Infantry Division) لشکر پیاده‌نظام نیروی زمینی ایالات متحده آمریکا است، که در سال ۱۹۱۸ تأسیس شد. ستاد فرماندهی و پادگان لشکر ۹۸ در شهر فورت بنینگ، جورجیا قرار دارد.
در ماه‌های پایانی جنگ جهانی اول و در طول جنگ جهانی دوم، واحدی از ارتش ایالات متحده بود. این واحد اکنون یکی از لشکرهای آموزشی ذخیره ارتش ایالات متحده است که رسماً با نام لشکر ۹۸ آموزشی (آموزش اولیه ورود) شناخته می‌شود. ماموریت اصلی آن انجام آموزش اولیه ورود برای سربازان جدید است. این یگان یکی از سه لشکر آموزشی تابع فرماندهی ۱۰۸ آموزشی است و فرماندهی و کنترل واحدها را در سراسر شرق ایالات متحده و پورتوریکو برعهده دارد.
از زمان تأسیس آن در سال ۱۹۱۸، این لشکر چرخه‌های متعددی از فعال‌سازی، آموزش، استقرار و غیرفعال‌سازی و همچنین سازماندهی مجدد و تغییرات اساسی در ماموریت را تجربه کرده است. از سال ۱۹۵۹، لشکر ۹۸ واحدی از ذخیره ارتش ایالات متحده با ماموریت اصلی آموزش سربازان بوده است. این لشکر که مدت‌ها مقر آن در روچستر، نیویورک بود و پیوندهای تاریخی با نیویورک و نیوانگلند داشت و در سال ۲۰۱۲ به فورت بنینگ، جورجیا منتقل شد.